# Futsalnationalmannschaft von Hongkong
Die Futsalnationalmannschaft von Hongkong ist eine repräsentative Auswahl von Futsalspielern der Sonderverwaltungszone Hongkong. Die Mannschaft vertritt den Fußballverband von Hongkong bei internationalen Begegnungen.

## Abschneiden bei Turnieren
Hongkong war 1992 Ausrichter der zweiten Futsal-WM unter Schirmherrschaft der FIFA, obwohl die Sportart bis dahin in Hongkong nahezu unbekannt war. Nach knappen Niederlagen gegen Argentinien und Polen sowie einem 4:1-Sieg gegen Nigeria war das Turnier für die gastgebende Mannschaft bereits nach der Vorrunde beendet. Seither nimmt man unregelmäßig an der WM-Qualifikation teil, 1996 und 2004 scheiterte man in der Qualifikation, 2000 und 2008 fand keine Anmeldung statt.
An einer Asienmeisterschaft nahm das Team erstmals 2003 teil, seither reichte es zu insgesamt fünf Endrundenteilnahmen, bei denen aber jeweils nach der Vorrunde Schluss war.

### Futsal-Weltmeisterschaft
- 1989 – nicht eingeladen
- 1992 – Vorrunde
- 1996 bis 2000 – nicht teilgenommen
- 2004 – nicht qualifiziert
- 2008 – nicht teilgenommen
- 2012 bis 2024 – nicht qualifiziert

### Futsal-Asienmeisterschaft
- 1999 bis 2002 – nicht teilgenommen
- 2003 – Vorrunde
- 2004 – Vorrunde
- 2005 – Vorrunde
- 2006 – Vorrunde
- 2007 – Vorrunde
- 2008 – nicht teilgenommen
- 2010 bis 2024 – nicht qualifiziert